# 町の人気者
『町の人気者』（まちのにんきもの）は、1966年12月4日から1967年3月26日までフジテレビ系列局で放送されていたフジテレビ製作の公開コメディ番組である。昭和電工グループの単独提供。全16回。放送時間は毎週日曜 19時00分 - 19時30分（日本標準時）。

## 概要
東京のとある下町にあるという「たっぷり食堂」「ワカバ美容院」「よろず周旋業 ダブル商会」の3つの店を舞台にした公開コメディ。大村崑をはじめとするコメディアンや俳優たちが出演しており、当時名子役を務めていた保積ペペや当時売り出し中だったザ・ドリフターズも助演していた。収録は東京築地の「銀座大映」で行われていた。

## 出演者
- 大村崑
- 若水ヤエ子
- 保積ぺぺ
- Wけんじ
- ザ・ドリフターズ
- 人見きよし
- 梓英子
- 左とん平
- ほか

## 提供
- 昭和電工グループ
  - 昭和コーニア
  - 昭和マツタカ
  - 昭和アルミ
  - 昭和電工

## 参考資料
- 産経新聞[どれ?]